# ストランデッドガス田
ストランデッドガス田 (ストランデッドガスでん、Stranded gas field)とは、消費地からの距離や、効率的な輸送方法及びコストの面等の問題により開発が進んでいない中小ガス田のこと。
世界の天然ガス確認埋蔵量のうち、すでに利用されているものは4分の1に留まっており、大部分はストランデッドガス田として未開発とされている。このストランデッドガス田の近くにGTLプラントを建設し、輸送コストを削減するプロジェクトが検討されている。